# 12931 Mario
12931 Mario eller 1999 TX10 är en asteroid i huvudbältet som upptäcktes den 7 oktober 1999 av den schweiziska astronomen Stefano Sposetti vid Gnosca-observatoriet. Den är uppkallad efter upptäckarens far Mario Sposetti.
Asteroiden har en diameter på ungefär 5 kilometer.